# Municipio de Superior (condado de Washtenaw)
El municipio de Superior (en inglés: Superior Township) es un municipio ubicado en el condado de Washtenaw en el estado estadounidense de Míchigan. En el año 2010 tenía una población de 13058 habitantes y una densidad poblacional de 141,78 personas por km².

## Geografía
El municipio de Superior se encuentra ubicado en las coordenadas 42°18′14″N 83°36′2″O / 42.30389, -83.60056. Según la Oficina del Censo de los Estados Unidos, el municipio tiene una superficie total de 92.1 km², de la cual 91.2 km² corresponden a tierra firme y (0.98%) 0.9 km² es agua.

## Demografía
Según el censo de 2010, había 13058 personas residiendo en el municipio de Superior. La densidad de población era de 141,78 hab./km². De los 13058 habitantes, el municipio de Superior estaba compuesto por el 59% blancos, el 30.09% eran afroamericanos, el 0.24% eran amerindios, el 5.71% eran asiáticos, el 0.01% eran isleños del Pacífico, el 1.29% eran de otras razas y el 3.67% pertenecían a dos o más razas. Del total de la población el 3.79% eran hispanos o latinos de cualquier raza.